# Relaciones España-India
Las relaciones España-India se refiere a las relaciones bilaterales entre la República de la India y el Reino de España. Ambos países comparten buenas percepciones mutuas y buscan estrechar sus relaciones potenciales.

## Relaciones diplomáticas
Las relaciones entre España e India han sido cálidas y cordiales desde que se establecieron en 1956, con la apertura de la embajada española en Nueva Delhi. En 1965, el maharajá de Jaipur, Sawai Man Singh II, fue nombrado primer embajador de la India en España.
En 2016, España y la India celebraron el 60° aniversario del establecimiento de relaciones diplomáticas. El 26 de enero, durante la celebración del Día de la India, tuvo lugar la presentación en Madrid del logo común que ambos países utilizaron para los actos de celebración de esta efeméride en España y en la India. Al acto en Madrid asistió el secretario de Estado de Asuntos Exteriores, Ignacio Ybáñez, quien hizo un repaso de la buena marcha de las relaciones bilaterales y de sus perspectivas en los próximos meses. Similar acto se celebró el pasado 21 de enero en Nueva Delhi, donde se presentó oficialmente el logo de esta efeméride ante autoridades locales, prensa, y un amplio público indio. Un amplio programa de actos culturales y conmemorativos fue organizado por la Casa de la India.
India es la sexta economía del mundo, pero todas las previsiones apuntan a que se convertirá en la segunda o tercera en los próximos años. Sin embargo, para poder convertirse en una economía tan poderosa, India necesita socios, países cercanos, como España, con la que India comparte una relación muy dinámica en múltiples ámbitos, aprovechando que España está mirando cada vez más hacia la región del Indo-Pacífico. Así como India tiene una posición central en esa región, España tiene una posición marítima privilegiada, gracias a sus grandes puertos y su acceso directo a las líneas marítimas de comunicación. Además de servir a India como centro estratégico y de operaciones para América Latina, España también debería ser un punto de entrada natural para India en Europa.
El turismo tiene un gran potencial bilateral, como quedó de manifiesto tras el estreno de la película Zindagi Na Milegi Dobara en 2011, a raíz de la cual el turismo indio aumentó considerablemente y catapultó la relación bilateral. Un vuelo directo potenciaría esa conectividad tan necesaria entre ambos países. Además, siempre se ha considerado la cultura como un fenómeno social e interactivo, pero se empieza a concebirse como un fenómeno económico. La economía creativa es el sector que más contribuye a la economía en cualquier país. En España hay cuatro sectores de la economía creativa muy relevantes: la cultura, la industria audiovisual, la educación y el turismo. En India estas industrias también son estratégicas, por lo que habría que seguir explorando nuevas oportunidades de cooperación. Asimismo, es necesario promover la movilidad estudiantil bilateral, incidiendo en la importancia del español en el mundo. Existe, de hecho, un creciente interés por la lengua española en India. El Instituto Cervantes de Delhi es el centro con más horas lectivas de toda su red mundial.

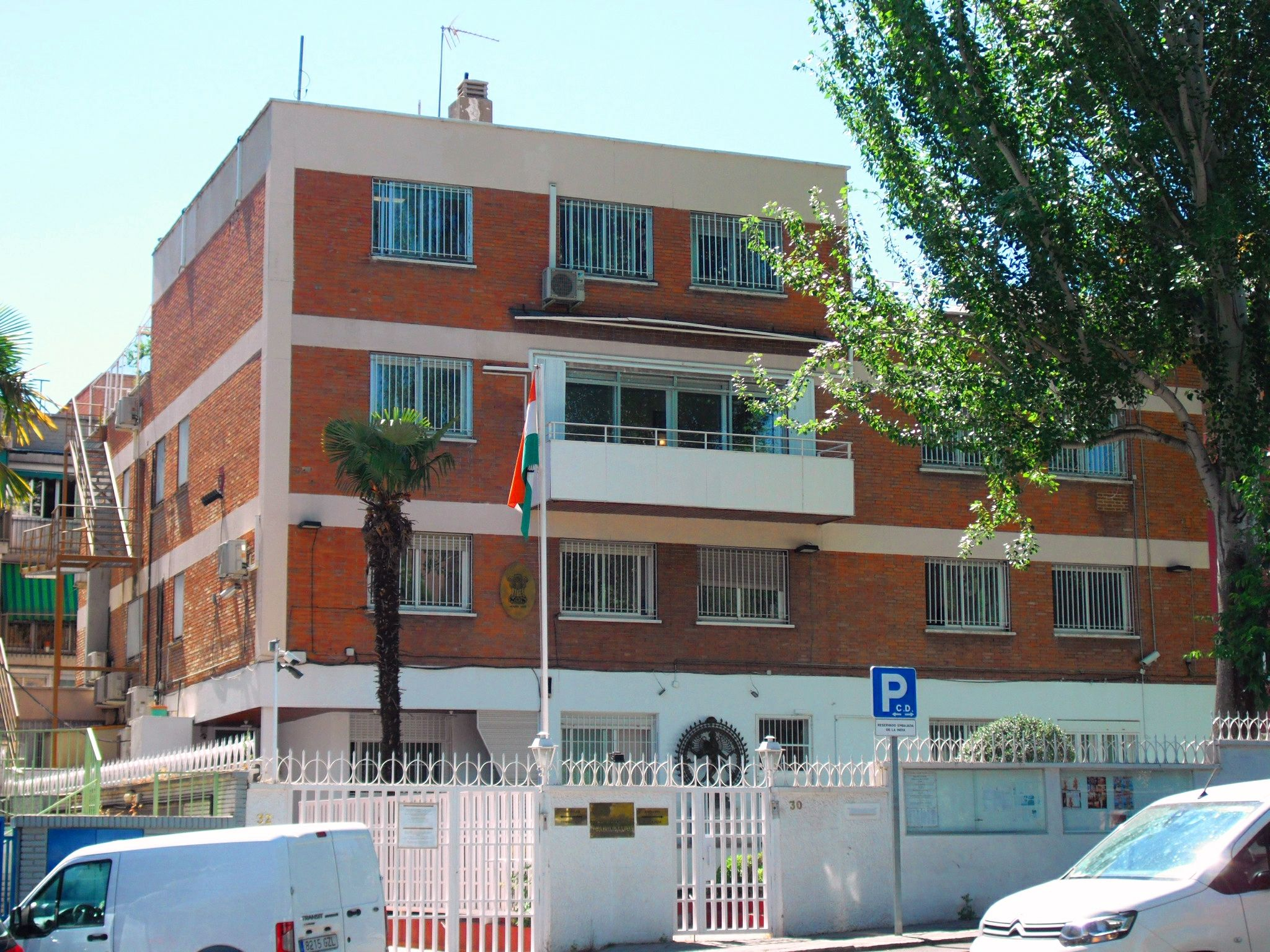
Embajada de la India en Madrid

## Misiones diplomáticas residentes
- España tiene una embajada en Nueva Deli y un consulado-general en Mumbai.[7]
- India tiene una embajada en Madrid y un consulado-general en Barcelona.[8]